# Hamptjärnen (Grundsunda socken, Ångermanland, 703200-166663)
Hamptjärnen är en sjö i Örnsköldsviks kommun i Ångermanland och ingår i Husån-Gideälvens kustområde. Sjön avvattnas av vattendraget Dombäcksbäcken.